# Castel di Casio
Castel di Casio (en dialecte bolonyès: Castèl o Castèl d Chèsi) és un comune (municipi) de la Ciutat metropolitana de Bolonya (antiga província de Bolonya), a la regió italiana d'Emília-Romanya, situat uns 60 km al sud-oest de Bolonya.
L'1 de gener de 2018 tenia 3.418 habitants.
Castel di Casio limita amb els municipis de Camugnano, Gaggio Montano, Grizzana Morandi, Alto Reno Terme i Sambuca Pistoiese.